# Pennsylvania Railroad

A Pennsylvania Railroad vasúthálózata 1918 körül

A Pennsylvania Railroad (hívójel: PRR, jogi neve The Pennsylvania Railroad Company, más néven "Pennsy") egy 1846-ban alapított amerikai I. osztályú vasúttársaság volt, amelynek székhelye a pennsylvaniai Philadelphiában volt. Nevét onnan kapta, hogy a Pennsylvania Commonwealth államban alapították.
A Pennsylvania Railroad 1882-re a legnagyobb vasúttársasággá (forgalom és bevétel szerint), a legnagyobb közlekedési vállalattá és a világ legnagyobb vállalatává vált. Költségvetése az amerikai kormány után a második volt. A vállalat még mindig tartja a leghosszabb folyamatos osztalékfizetés rekordját: több mint 100 egymást követő évben fizetett éves osztalékot a részvényeseknek.
Az évek során legalább 800 másik vasútvonalat és vállalatot vásárolt fel, egyesült velük, vagy legalább egy részét birtokolta. 1926 végén 11 640,66 mérföld (18 733,83 kilométer) hosszú vasútvonalat üzemeltetett; az 1920-as években közel háromszor akkora forgalmat bonyolított le, mint más, hasonló hosszúságú vasútvonalat birtokló vasúttársaságok, például a Union Pacific és az Atchison, Topeka and Santa Fe Railway vasúttársaságok. Egyetlen félelmetes riválisa a New York Central Railroad (NYC) volt, amely a Pennsy tonnakilométereinek mintegy háromnegyedét szállította.
1968-ban a Pennsylvania Railroad egyesült a rivális New York Central Railroaddal, és az új vasúttársaság végül a Penn Central Transportation Company, vagy röviden "Penn Central" névre hallgatott. Az egykori versenytársak hálózatai rosszul integrálódtak egymással, és a vasút két éven belül csődöt jelentett.:Chapter 1
A csőd tovább folytatódott, és 1976. április 1-jén a vasút több más csődbe jutott északkeleti vasúttársaság vagyonával együtt átadta vasúti vagyonát a Consolidated Rail Corporation, röviden Conrail nevű új vasúttársaságnak. Magát a Conrailt 1999-ben megvásárolták és felosztották, a rendszer 58 százalékát a Norfolk Southern Railway (NS) kapta meg, beleértve a megmaradt korábbi Pennsylvania Railroad szinte teljes részét. Az Amtrak amerikai személyszállító vállalat kapta meg a Main Line Harrisburgtól keletre eső villamosított szakaszát.
1976 után a vasút végül biztosítótársasággá vált, és ma American Premier Underwriters néven fut, és ma az American Financial Group leányvállalata.

## Története

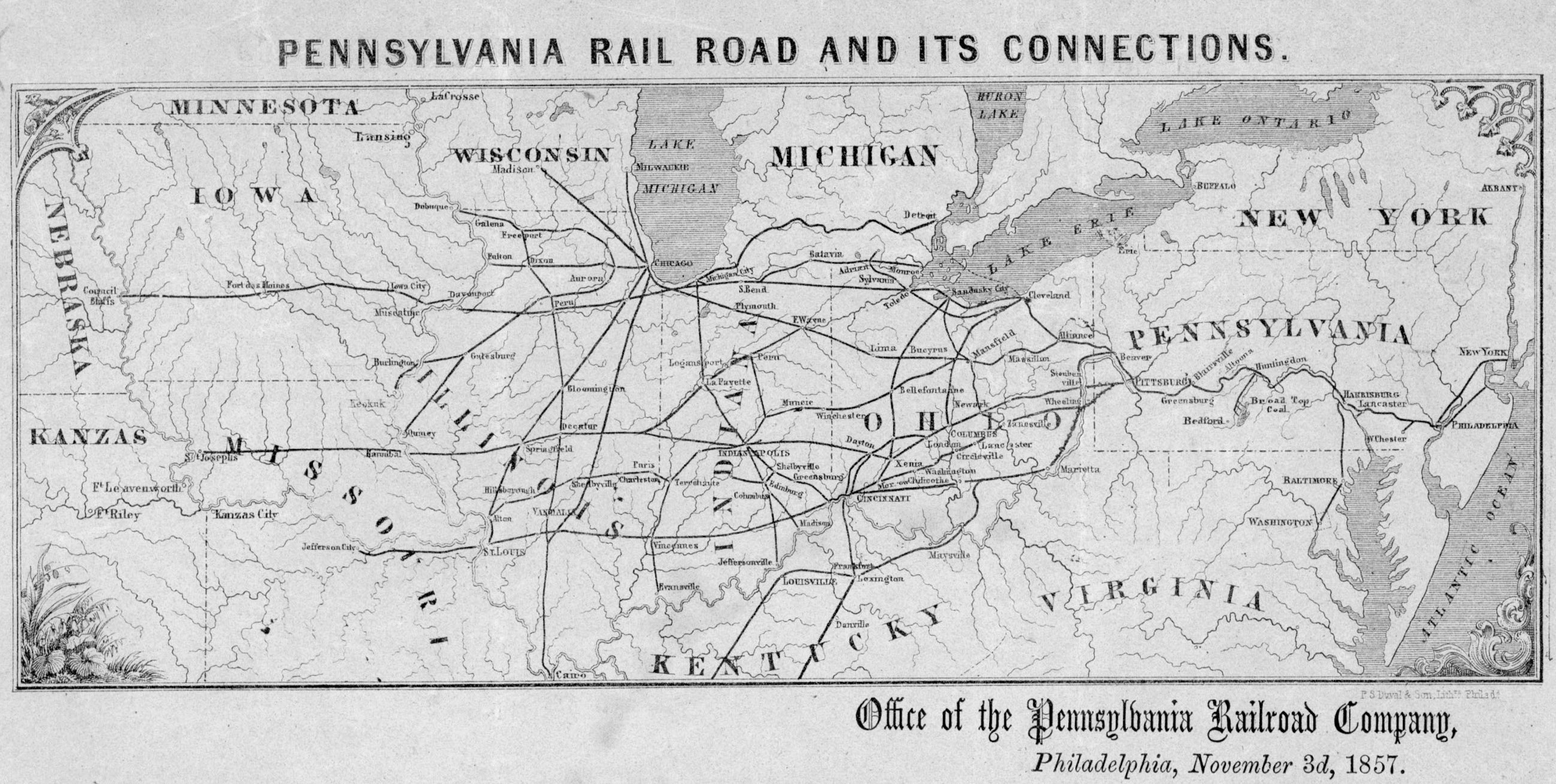
A pennsylvaniai vasútvonal térképe, 1857. november 3.

### Kezdetek
Az Erie-csatorna 1825-ös megnyitásával és a Chesapeake és Ohio-csatorna 1828-as megnyitásával a philadelphiai üzleti érdekeltségek aggódni kezdtek, hogy a philadelphiai kikötő elveszíti a forgalmat. Az állami törvényhozás sürgette, hogy építsenek egy csatornát Pennsylvanián keresztül, és így 1826-ban megrendelték a Main Line of Public Works-t. Hamarosan nyilvánvalóvá vált, hogy egyetlen csatorna nem lesz praktikus, és vasútvonalak, siklóvasutak és csatornák sorozatát javasolták. Az útvonal a Philadelphia és Columbia vasútvonalból, a Susquehanna és Juniata folyókon felfelé vezető csatornákból, az Allegheny Portage Railroad nevű síklóvasútból, az Allegheny-hegységen átvezető alagútból, valamint a Conemaugh és az Allegheny folyókon lefelé vezető csatornákból állt a pennsylvaniai Pittsburghbe, az Ohio folyóhoz; az útvonal 1834-ben készült el. Mivel a teheráruknak és az utasoknak az útvonal mentén többször kellett szállítóeszközt váltaniuk, és a csatornák télen befagytak, hamarosan nyilvánvalóvá vált, hogy a rendszer nehézkes, és jobb útra van szükség.
A pennsylvaniai törvényhozáshoz 1846-ban két kérelmet nyújtottak be. Az első a The Pennsylvania Railroad Company nevű új vasútvonal építésére vonatkozott, amely Harrisburg és a pennsylvaniai Pittsburgh közötti vonalat építené meg. A második a Baltimore and Ohio Railroad (B&O) volt, amely a marylandi Cumberlandből Pittsburghbe akart építeni. Mindkét kérelemnek feltételekkel adtak helyt. Ha a Pennsylvania Railroad egy éven belül nem szerez elég tőkét és nem köt szerződést elegendő vasútvonal megépítésére, akkor a B&O törvényjavaslata érvénybe lép, a Pennsyé pedig érvénytelenné válik, és így a B&O építhet Pennsylvaniába és tovább Pittsburghbe. A Pennsylvania Railroad teljesítette a követelményeket, és a pennsylvaniai kormányzó 1847. február 25-én kiadta a szabadalmi leveleket. A kormányzó a következő év augusztusában a B&O jogait semmisnek nyilvánította.